# 無綫電視外購台灣劇集列表
本條目列出曾於無綫電視播放但並非由其公司所製作的外購台灣劇集，一般由無綫電視粵語配音組製作粵語聲道以粵/國雙語廣播。外購台灣電視電影請參看無綫電視外購電影列表。

註：劇集名稱前的為該劇於無綫電視的首播日期及頻道。

## 1970年代及1980年代
| 首播日期       | 頻道   | 劇名       | 演員   | 集數 | 備註                                   |
| 1972年__月__日 | 翡翠台 | 西螺七劍   |        |      |                                        |
| 1974年__月__日 | 翡翠台 | 包青天     |        |      |                                        |
| 1976年__月__日 | 翡翠台 | 保鑣       |        |      |                                        |
| 1975年__月__日 | 翡翠台 | 神鳳       |        |      |                                        |
| 1975年__月__日 | 翡翠台 | 聖劍千秋   |        |      |                                        |
| 1976年__月__日 | 翡翠台 | 良友金玉盟 | 夏玲玲 |      | 原名《金玉盟》，因贊助商「良友」而冠名 |
| 1986年__月__日 | 翡翠台 | 雙雄奇緣   |        |      |                                        |
| 1978年__月__日 | 翡翠台 | 神州英豪   |        |      |                                        |

## 1990年代
| 首播日期       | 頻道   | 劇名             | 演員                                                               | 集數 | 備註                                                                               |
| 1993年8月9日   | 翡翠台 | 包青天           | 金超群、何家勁                                                     |      | 首套附上中文字幕的外購雙語廣播台灣劇集，此後所有外購雙語廣播劇集均每集附上中文字幕 |
| 1994年5月23日  | 翡翠台 | 倚天屠龍記       | 馬景濤、葉童、周海媚、孫興、谷峰、劉丹                             |      |                                                                                    |
| 1994年8月29日  | 翡翠台 | 梅花三弄之梅花烙 | 馬景濤、陳德容                                                     |      |                                                                                    |
| 1994年9月26日  | 翡翠台 | 梅花三弄之鬼丈夫 |                                                                    |      |                                                                                    |
| 1995年2月6日   | 翡翠台 | 梅花三弄之水雲間 | 馬景濤、陳德容、陳紅                                               |      |                                                                                    |
| 1995年11月6日  | 翡翠台 | 一代皇后大玉儿   | 潘迎紫、爾冬陞、劉青雲                                             |      |                                                                                    |
| 1996年2月26日  | 翡翠台 | 雪珂             | 馬景濤、劉雪華                                                     |      |                                                                                    |
| 1996年4月26日  | 翡翠台 | 戲說慈禧         | 叢珊、翁家明、何晴、倪齊民、崔浩然、黃文豪、馬景濤                 |      |                                                                                    |
| 1997年9月5日   | 翡翠台 | 俠義見青天       | 刘松仁、万梓良、葉童、恬妞、吴启华、曾华倩、劉丹                   |      | (無綫與台灣合拍劇集)                                                               |
| 1998年3月11日  | 翡翠台 | 新龍門客棧       | 馬景濤、夏文汐、李立群、陳紅、屈中恆、岳躍利、郭晉安、潘虹、關禮傑 |      |                                                                                    |
| 1999年11月22日 | 翡翠台 | 表妹吉祥         | 趙薇、蘇有朋、邰智源                                               |      |                                                                                    |

## 2000年
| 首播日期 | 頻道   | 劇名     | 演員                                   | 集數 | 備註 |
| 03月20日 | 翡翠台 | 笑傲江湖 | 袁詠儀、任賢齊、陳德容、李立群、劉雪華 |      |      |

## 2001年
| 首播日期 | 頻道   | 劇名         | 演員                                                                             | 集數 | 備註                            |
| 02月12日 | 翡翠台 | 小寶與康熙   | 張衛健、譚耀文、林心如、朱茵、陳法蓉、張茜、麥家琪、吳辰君、吳孟達、黃一飛、舒淇 | 40   | TVBI網頁 （页面存档备份，存于） |
| 05月28日 | 翡翠台 | 情深深雨濛濛 | 趙薇、林心如、古巨基、蘇有朋                                                     | 40   |                                 |
| 12月10日 | 翡翠台 | 新楚留香     | 任賢齊、林心如、黎姿、楊恭如、黎耀祥、張茜、海俊傑、張衛健、陳法蓉               | 35   |                                 |

## 2002年
| 首播日期 | 頻道   | 劇名           | 演員                                                           | 集數 | 備註 |
| 11月11日 | 翡翠台 | 齊天大聖孫悟空 | 張衛健、梁漢文、李燦森、葛民輝、蔡卓妍、鍾欣桐、鄭秀文、許志安 | 35   |      |

## 2003年
| 首播日期 | 頻道   | 劇名                  | 演員                                                   | 集數 | 備註 |
| 01月2日  | 翡翠台 | 流星花園II            | 言承旭、周渝民、吳建豪、朱孝天、徐熙媛、鄭雪兒、錢韋杉 | 31   |      |
| 08月25日 | 翡翠台 | 還珠格格III之天上人間 | 古巨基、黃奕、馬伊俐、周杰、狄龍、王豔、黃曉明、劉濤   | 40   |      |

## 2005年
| 首播日期 | 頻道       | 劇名       | 演員 | 集數 | 備註                           |
| 05月26日 | 精選劇集台 | MVP情人    | 張韶涵、孫協志、顏行書                                                                                         | 30   | TVB網頁 （页面存档备份，存于） |
| 05月30日 | 精選劇集台 | 愛情合約   | 林依晨、賀軍翔                                                                                                 | 20   | TVB網頁 （页面存档备份，存于） |
| 06月27日 | 精選劇集台 | 孽子       | 范植偉、楊祐寧、柯俊雄、柯淑勤                                                                                 | 20   | TVB網頁 （页面存档备份，存于） |
| 07月7日  | 精選劇集台 | 紫禁之巔   | JR、Gino、曾之喬、張思萍、王紹偉                                                                               | 26   | TVB網頁 （页面存档备份，存于） |
| 08月15日 | 精選劇集台 | 格鬥天王   | 孫協志、劉品言、王仁甫、曾之喬、唐家豪                                                                         | 30   | TVB網頁                        |
| 09月23日 | 精選劇集台 | 七年級生   | 林熙蕾、苗子傑、徐華鳳、汪建民、夏靖庭、林依晨、林立雯、林逸宏、顧瀚畇、賀軍翔、賴智煒、陳德烈、張家振、鍾欣愉 | 22   | TVB網頁 （页面存档备份，存于） |
| 10月25日 | 精選劇集台 | 西街少年   | 孫協志、霍建華、劉品言、王心凌、王紹偉、許孟哲                                                                 | 25   | TVB網頁 （页面存档备份，存于） |
| 11月5日  | 精選劇集台 | 香草戀人館 | 張天霖、林立雯                                                                                                 | 20   |                                |
| 11月21日 | 精選劇集台 | 仙劍奇俠傳 | 胡歌、劉亦菲、安以軒、劉品言、彭于晏                                                                           | 38   | TVB網頁 （页面存档备份，存于） |
| 11月29日 | 精選劇集台 | 雪天使     | 王宇婕、ToRo、顏行書                                                                                           | 23   | TVB網頁 （页面存档备份，存于） |
| 12月30日 | 精選劇集台 | 火線任務   | 張孝全、安以軒、藍正龍、Gina、阿龐、楊千霈、伊正、李天柱                                                       | 20   | TVB網頁 （页面存档备份，存于） |

## 2006年
| 首播日期 | 頻道       | 劇名         | 演員                                                                 | 集數                              | 備註                               |
| 01月8日  | 精選劇集台 | 愛情魔戒     | 鄭元暢、夏于喬、錢韋杉                                               | 21                                | TVB網頁 （页面存档备份，存于）     |
| 02月12日 | 翡翠台     | 王子變青蛙   | 明道、陳喬恩、趙小僑、王少偉                                         | 19（翡翠台） 27（無綫劇集台、J2） | [ 2 ]                              |
| 03月26日 | 無綫劇集台 | 惡魔在身邊   | 賀軍翔、楊丞琳                                                       | 20                                | [ 2 ]                              |
| 04月8日  | 無綫劇集台 | 綠光森林     | 立威廉、劉品言、阮經天、宋智愛                                       | 23                                | TVB網頁 （页面存档备份，存于）     |
| 06月21日 | 無綫劇集台 | 地下鐵       | 林心如、霍建華、郝蕾、孫興                                           | 21                                | TVB網頁 （页面存档备份，存于）     |
| 07月1日  | 無綫劇集台 | 惡作劇之吻   | 鄭元暢、林依晨、汪東城、劉容嘉、趙詠華、許瑋甯、楊佩婷               | 30                                | TVB網頁                            |
| 07月12日 | 翡翠台     | 倩女幽魂     | 徐熙媛、陳曉東、宣萱、吳京、元華、恬妞、陳秀雯                       | 32                                | TVB網頁                            |
| 08月13日 | 無綫劇集台 | 愛情魔髮師   | 明道、曾之喬、王紹偉                                                 | 34                                | TVB網頁 （页面存档备份，存于）     |
| 10月16日 | 無綫劇集台 | 大醫院小醫師 | 藍正龍、竇智孔                                                       | 12                                | TVB網頁 （页面存档备份，存于）     |
| 10月16日 | 無綫劇集台 | 浪淘沙       | 葉歡、霍正奇、施易男                                                 | 30                                | TVB網頁 （页面存档备份，存于）     |
| 10月25日 | 無綫劇集台 | 天下第一     | 李亞鵬、郭晉安、霍建華、張衛健、高圓圓、黃聖依、劉松仁、陳怡蓉、葉璇 | 30                                | TVB網頁1 （页面存档备份，存于）、2 |
| 12月6日  | 無綫劇集台 | 深情密碼     | 周渝民、朴恩惠、許志安                                               | 28                                |                                    |
| 12月10日 | 無綫劇集台 | 微笑Pasta    | 王心凌、張棟樑、Gino                                                 | 27                                | TVB網頁 （页面存档备份，存于）     |

## 2007年
| 首播日期 | 頻道       | 劇名         | 演員                                                                                       | 集數                          | 備註                               |
| 01月13日 | 無綫劇集台 | 惡男宅急電   | 賀軍翔、許瑋倫、柯叔元                                                                     | 32                            | TVB網頁 （页面存档备份，存于）     |
| 01月15日 | 無綫劇集台 | 白色巨塔     | 言承旭、戴立忍、吳孟達、張鈞甯、楊謹華                                                     | 39（無綫劇集台） 29（翡翠台） | TVB網頁1 （页面存档备份，存于）、2 |
| 03月9日  | 無綫劇集台 | 天國的嫁衣   | 立威廉、王心淩、明道、張韶涵                                                               | 29                            | [ 2 ]                              |
| 03月18日 | 無綫劇集台 | 花樣少年少女 | 吳尊、Ella、汪東城、阮經天、陸明君、林俊傑、謝和弦、蔡函岑                                 | 23                            | TVB網頁 （页面存档备份，存于）     |
| 04月19日 | 無綫劇集台 | 愛情經紀約   | 許紹洋、梁心頤、杜德偉、卓文萱、林孟瑾                                                     | 23                            | TVB網頁 （页面存档备份，存于）     |
| 06月10日 | 無綫劇集台 | 愛殺17       | 張韶涵、楊士萱、陸廷威                                                                     | 22                            | TVB網頁 （页面存档备份，存于）     |
| 06月28日 | 無綫劇集台 | 我們結婚吧   | 賀軍翔、劉喆瑩、楊一展、莎莎                                                               | 22                            | TVB網頁 （页面存档备份，存于）     |
| 08月4日  | 無綫劇集台 | 愛情新呼吸   | 林峰、方中信、陳怡蓉、安以軒                                                               | 26                            | TVB網頁 （页面存档备份，存于）     |
| 08月26日 | 無綫劇集台 | 換換愛       | 賀軍翔、楊丞琳、王傳一、陳妍希                                                             | 24                            | TVB網頁 （页面存档备份，存于）     |
| 09月14日 | 無綫劇集台 | 放羊的星星   | 林志穎、劉荷娜、立威廉、洪小玲、李威、黃玉榮                                               | 31                            |                                    |
| 11月18日 | 無綫劇集台 | 18禁不禁     | 小薰、阿本、周曉涵、張家寧、唐以菲、董偉倫、蕭聖傑、卓文萱、黃楷婷、陳建州、郭品超、詹雯婷 | 30                            | [ 2 ]                              |

## 2008年
| 首播日期 | 頻道       | 劇名            | 演員 | 集數                      | 備註                                                |
| 01月19日 | 無綫劇集台 | 櫻野三加一      | 陳喬恩、明道、范植偉、黃志瑋、許孟哲                                                                                                 | 25                        | [ 2 ]                                               |
| 01月23日 | 無綫劇集台 | 終極一班        | 炎亞綸、吳尊、汪東城、辰亦儒、唐禹哲、黃小柔                                                                                         | 30                        | [ 2 ]                                               |
| 03月2日  | 無綫劇集台 | 公主小妹        | 吳尊、張韶涵、卓文萱、辰亦儒、胡宇威、利昂霖、顧寶明                                                                                 | 20                        | [ 2 ] [ 3 ]                                         |
| 04月11日 | 無綫劇集台 | 我在墾丁*天氣晴 | 張鈞甯、彭于晏、阮經天、李康宜、李紹祥、大牙                                                                                         | 20                        | TVB網頁 （页面存档备份，存于）                      |
| 04月26日 | 無綫劇集台 | 鬥牛，要不要    | 賀軍翔、Hebe、李威、檢場、周定緯、柯奐如                                                                                             | 26                        | TVB網頁 （页面存档备份，存于）                      |
| 04月30日 | J2         | 黑糖瑪奇朵      | 詹子晴、黃瀞怡、吳映潔、周宜霈、張甯兒、郭婕祈、王婧喬、黃暐婷、蔡玓彤、劉容嘉、邱勝翊、楊奇煜、莊濠全、廖亦崟、廖允、劉俊緯、林可恩 | 20                        | [ 2 ]                                               |
| 05月9日  | 無綫劇集台 | 這裡發現愛      | 周渝民、王傳一、關 穎、陳妍希 | 26                        | [ 2 ] [ 4 ]                                         |
| 05月11日 | 無綫劇集台 | 惡作劇2吻       | 鄭元暢、林依晨、汪東城、炎亞綸、劉容嘉、唐禹哲、邱勝翊、曾少宗、江佩珍、五熊、許瑋甯、楊沛婷                                         | 34                        | [ 1 ] [ 2 ]                                         |
| 07月11日 | 無綫劇集台 | 終極一家        | 炎亞綸、汪東城、辰亦儒、藍心湄、吳尊、陳博正、唐禹哲、黃小柔、那維勳                                                                 | 55                        | [ 2 ]                                               |
| 08月2日  | 無綫劇集台 | 籃球火          | 吳尊、言承旭、羅志祥、張勛傑、胡宇崴、周采詩、蔣怡、陳昭榮                                                                           | 32（無綫劇集台） 24（J2） | 首播時不設粵語配音 TVB網頁 （页面存档备份，存于）   |
| 09月7日  | 無綫劇集台 | 命中注定我愛你  | 阮經天、陳喬恩、白歆惠、陳楚河、宋新妮、鍾欣凌、林美秀、那維勳、譚艾珍                                                               | 44（首播） 39（重播）     | TVB網頁 （页面存档备份，存于）                      |
| 11月22日 | 無綫劇集台 | 不良笑花        | 楊丞琳、潘瑋柏、藤岡靛、陳妍希、檢場、文英、是元介                                                                                   | 21                        | [ 2 ] [ 3 ] [ 1 ]                                   |
| 12月24日 | 高清翡翠台 | 幸福的抉擇      | 藍正龍、劉心悠、林立雯、陳宇凡、曾少宗、莎 莎、楊貴媚、邵美琪、伊 正                                                                 | 20                        | 合拍劇（TVBS、TVBI） TVB網頁 （页面存档备份，存于） |

## 2009年
| 首播日期 | 頻道       | 劇名                   | 演員                                                                   | 集數                                   | 備註                           |
| 02月1日  | 無綫劇集台 | 無敵珊寶妹             | 張棟樑、郭采潔、邱澤、黃一飛、洪小鈴、關勇                             | 30                                     |                                |
| 02月7日  | 無綫劇集台 | 我的億萬麵包           | 鄭元暢、林依晨、張睿家、張毓晨、黃文星、林美秀、郭子乾、馬國畢、吳建飛 | 20                                     | [ 2 ]                          |
| 03月2日  | 無綫劇集台 | 天下第一味             | 狄鶯、廖峻、霍正奇、周幼婷、陳昭榮                                     | 60                                     |                                |
| 03月25日 | J2         | 蜂蜜幸運草             | 鄭元暢、彭晏、張鈞甯、伊藤千晃、李國毅、蘇慧倫                         | 23                                     | [ 2 ]                          |
| 05月17日 | 無綫劇集台 | 敗犬女王               | 阮經天、楊謹華、楊雅築、溫昇豪、張懷秋、宋新妮、賴亭君、林美秀         | 34                                     | TVB網頁 （页面存档备份，存于） |
| 07月31日 | 無綫劇集台 | 波麗士大人             | 藍正龍、林佑威、鄭有傑、桂綸鎂、謝沛恩、JUDY、馬志翔                   | 53                                     | TVB網頁 （页面存档备份，存于） |
| 08月8日  | 無綫劇集台 | 痞子英雄               | 周渝民、趙又廷、陳意涵、張鈞甯、秦 沛、趙樹海、湯志偉、王傳一          | 24（無綫劇集台、 高清翡翠台） 15（J2） | TVB網頁 （页面存档备份，存于） |
| 08月31日 | J2         | 終極三國（第一、二季） | 胡宇崴、博焱、任容萱、班傑、邵翔、寺唯宏正、東城衛‧脩                  | 48                                     | TVB網頁 （页面存档备份，存于） |
| 09月13日 | 無綫劇集台 | 福氣又安康             | 藍正龍、陳喬恩、邱澤、王怡仁                                           | 27                                     | TVB網頁 （页面存档备份，存于） |
| 10月31日 | 無綫劇集台 | 紫玫瑰                 | 黃騰浩、梁文音、許瑋甯、黃柏鈞、許亮宇                                 | 20                                     |                                |
| 11月5日  | J2         | 翻滾吧！蛋炒飯         | 汪東城、唐禹哲、卓文萱、小薰                                           | 20                                     | TVB網頁 （页面存档备份，存于） |
| 12月20日 | 無綫劇集台 | 下一站，幸福           | 吳建豪、安以軒、許瑋甯、吳慷仁                                         | 34                                     | TVB網頁 （页面存档备份，存于） |

## 2010年
| 首播日期 | 頻道       | 劇名               | 演員                                                                               | 集數                      | 備註                                    |
| 01月9日  | 無綫劇集台 | 那一年的幸福時光   | 郭采潔、楊一展、溫昇豪、隋棠                                                       | 33                        | [ 6 ]                                   |
| 02月3日  | J2         | 愛就宅一起         | 汪東城、楊丞琳、胡宇崴                                                             | 20                        | TVB網頁 （页面存档备份，存于）          |
| 04月18日 | 無綫劇集台 | 第2回合我愛你      | 宥勝、陳怡蓉、宋新妮、柯叔元、胡盈禎                                               | 31                        | TVB網頁 （页面存档备份，存于）          |
| 05月15日 | 無綫劇集台 | 就想賴著妳         | 言承旭、Ella、陳紫函、張勛傑、小嫻                                                 | 28                        | 中台合作 TVB網頁 （页面存档备份，存于） |
| 07月5日  | J2         | 終極三國（第三季） | 胡宇崴、博焱、任容萱、班傑、邵翔、寺唯宏正、曾沛慈、五熊、陳乃榮、陳德脩           | 31                        | TVB網頁 （页面存档备份，存于）          |
| 08月8日  | 無綫劇集台 | 偷心大聖P.S.男     | 藍正龍、溫昇豪、隋棠、白歆惠、小小彬                                               | 34                        | [ 2 ] [ 4 ]                             |
| 08月17日 | J2         | 霹靂MIT            | 炎亞綸、鬼鬼、范瑋琪、小鬼、陸廷威、張善傑、田麗                                   | 24                        | TVB網頁 （页面存档备份，存于）          |
| 08月21日 | 無綫劇集台 | 呼叫大明星         | 蔡卓妍、賀軍翔、周采詩、陳至愷                                                     | 24                        | [ 2 ] [ 4 ]                             |
| 09月5日  | J2         | 泡沫之夏           | 徐熙媛、黃曉明、何潤東、林嘉綺、蔣 怡                                              | 24                        | 中台合作                                |
| 11月13日 | 無綫劇集台 | 就是要香戀         | 范植偉、曾愷玹、王傳一、許瑋甯                                                     | 20                        | [ 6 ]                                   |
| 11月25日 | J2         | 熊貓人             | 周杰倫、宇豪、彈頭、江語晨                                                         | 25（J2） 31（無綫劇集台） | TVB網頁 （页面存档备份，存于）          |
| 12月5日  | 無綫劇集台 | 鍾無艷             | 楊謹華、明道、吳慷仁、王思平、李沛旭、張芯瑜、曾少宗、苗可麗、譚艾珍、趙自強、王道 | 31                        | [ 2 ]                                   |
| 12月12日 | J2         | 海派甜心           | 羅志祥、楊丞琳                                                                     | 23                        | TVB網頁 （页面存档备份，存于）          |
| 12月30日 | J2         | 熱血青春           | 傅小芸、李至正、陸廷威、陳思璇、周詠軒、古斌、黃文炫                               | 20                        | [ 6 ]                                   |

## 2011年
| 首播日期 | 頻道       | 劇名           | 演員                                 | 集數                              | 備註                                    |
| 01月22日 | 無綫劇集台 | 愛∞無限        | 潘瑋柏、張榕容、林佑威               | 24                                | [ 2 ] [ 4 ]                             |
| 04月16日 | 無綫劇集台 | 犀利人妻       | 隋棠、溫昇豪、宥勝、朱芯儀           | 39                                | TVB網頁 （页面存档备份，存于）          |
| 07月17日 | 無綫劇集台 | 醉後決定愛上你 | 楊丞琳、張孝全、許瑋甯、王傳一       | 30（無綫劇集台） 18（J2、翡翠台） | TVB網頁 （页面存档备份，存于）          |
| 08月11日 | 無綫劇集台 | 比賽開始       | 李國毅、盧學叡、柯佳嬿、林亞霖       | 40                                |                                         |
| 09月3日  | 無綫劇集台 | 國民英雄       | 鄭元暢、郭采潔、周采詩、李至正       | 30                                | [ 3 ]                                   |
| 09月7日  | J2         | 愛似百匯       | 炎亞綸、辰亦儒、喻虹淵               | 20                                | [ 2 ]                                   |
| 10月30日 | 無綫劇集台 | 旋風管家       | 胡宇威、朴信惠、李毓芬               | 20                                | [ 3 ]                                   |
| 12月17日 | 無綫劇集台 | 陽光天使       | 吳尊、楊丞琳、汪東城、趙樹海、辰亦儒 | 20                                | 中台合作 TVB網頁 （页面存档备份，存于） |
| 12月25日 | J2         | 華麗的挑戰     | 陳意涵、始源、東海                   | 15（首播） 22（重播）             | TVB網頁 （页面存档备份，存于）          |

## 2012年
| 首播日期 | 頻道       | 劇名            | 演員                                                 | 集數                              | 備註                           |
| 01月8日  | 無綫劇集台 | 我可能不會愛你  | 林依晨、陳柏霖、陳匡怡、王陽明                       | 23（無綫劇集台） 14（J2、翡翠台） | TVB網頁 （页面存档备份，存于） |
| 02月9日  | 無綫精選台 | 真愛找麻煩      | 宥勝、陳庭妮、謝坤達、郭雪芙、洪小鈴、李至正、王思平 | 84                                | [ 6 ]                          |
| 02月25日 | 無綫劇集台 | 小資女孩向前衝  | 柯佳嬿、邱澤、溫昇豪、李毓芬、蔡淑臻、郭書瑤、李沛旭 | 40                                | TVB網頁 （页面存档备份，存于） |
| 03月25日 | 無綫劇集台 | 真心請按兩次鈴  | 張鈞甯、何潤東、修杰楷、曾珮瑜、房思瑜、鄧筠庭       | 23                                | TVB網頁 （页面存档备份，存于） |
| 06月17日 | 無綫劇集台 | 粉愛粉愛你      | 藍正龍、李佳穎、周湯豪、白梓軒、邱翊橙、林逸欣       | 25                                | [ 6 ] [ 3 ]                    |
| 07月10日 | J2         | 愛上巧克力      | 吳建豪、曾之喬、張勛傑、MC40、王子、昆凌             | 80                                | TVB網頁 （页面存档备份，存于） |
| 07月14日 | 無綫劇集台 | 向前走，向愛走  | 陳怡蓉、郭采潔、楊祐寧、楊一展                       | 35                                | [ 6 ] [ 3 ]                    |
| 07月25日 | 無綫劇集台 | 倪亞達          | 楊祐寧、曾寶儀、梁智瑜、郭書瑤                       | 32                                |                                |
| 08月26日 | J2         | 原來愛·就是甜蜜 | 楊謹華、王陽明、吳中天、喻虹淵                       | 14（J2、翡翠台） 20（煲劇1台）    | TVB網頁 （页面存档备份，存于） |
| 09月16日 | 無綫劇集台 | 翻糖花園        | 朴政珉、簡嫚書、王傳一、李相林                       | 24                                | [ 3 ]                          |
| 10月30日 | J2         | 剩女保鏢        | 黃鴻升、孟耿如、李李仁、袁艾菲                       | 82                                | TVB網頁 （页面存档备份，存于） |
| 11月17日 | 無綫劇集台 | 美樂加油        | 王心凌、賀軍翔、施易男                               | 22                                | 中台合作                       |

## 2013年
| 首播日期 | 頻道       | 劇名             | 演員                                                 | 集數                             | 備註                                              |
| 02月28日 | J2         | 真愛趁現在       | 陳庭妮、胡宇威、竇智孔、懷秋、李維維、陽詠存         | 72                               | TVB網頁 （页面存档备份，存于）                    |
| 03月10日 | J2         | 螺絲小姐要出嫁   | 賴雅妍、邱澤、李毓芬、許騰方                         | 35                               | TVB網頁 （页面存档备份，存于）                    |
| 04月8日  | 無綫劇集台 | 愛情女僕         | 張棟樑、喻虹淵、蔡淑臻、梁正群、王凱蒂               | 67                               |                                                   |
| 05月18日 | 煲劇1台    | 原來是美男       | 汪東城、程予希、黃仁德、蔡旻佑                       | 13（煲劇1台） 20（J2、華語劇台） | TVB網頁 （页面存档备份，存于）                    |
| 07月4日  | J2         | 智勝鮮師         | 曾國城、葉民志、郭昱晴、杜詩梅                       | 33                               | TVB網頁 （页面存档备份，存于）                    |
| 07月12日 | J2         | 借用一下你的愛   | 朱芯儀、郭品超、施易男、夏如芝                       | 22                               | TVB網頁 （页面存档备份，存于）                    |
| 08月10日 | 煲劇2台    | 美味的想念       | 張勛傑、李千娜、是元介、茵芙、唐禹哲、宋紀妍、張翰   | 68                               | 首播時不設粵語配音 TVB網頁 （页面存档备份，存于） |
| 08月13日 | J2         | 兩個爸爸         | 楊一展、林佑威、賴雅妍、梁靖、樂樂                   | 73                               | TVB網頁 （页面存档备份，存于）                    |
| 08月21日 | 煲劇1台    | 我，租了一個情人 | 宥勝、許瑋甯、小薰、柯有倫、李康宜                   | 31                               | TVB網頁 （页面存档备份，存于）                    |
| 10月3日  | 煲劇1台    | 美人龍湯         | 賀軍翔、大元、佐藤麻衣、陳乃榮、方文琳、李璇         | 22                               | TVB網頁 （页面存档备份，存于）                    |
| 11月4日  | 煲劇1台    | 金大花的華麗冒險 | 溫昇豪、謝欣穎、吳慷仁、郭書瑤、袁艾菲、賴琳恩、MC40 | 32                               | TVB網頁 （页面存档备份，存于）                    |
| 11月10日 | J2         | 終極一班2        | 汪東城、曾沛慈、文雨非、子閎、黃仁德                 | 30                               | TVB網頁 （页面存档备份，存于）                    |
| 12月18日 | 煲劇1台    | 求愛365          | 曾之喬、張睿家、戴君竹、路斯明                       | 30                               | [ 6 ]                                             |

## 2014年
| 首播日期 | 頻道       | 劇名           | 演員                                                                       | 集數 | 備註                                              |
| 01月8日  | J2         | 幸福選擇題     | 王心凌、謝坤達、修杰楷、楊千霈、李至正                                     | 70   | TVB網頁 （页面存档备份，存于）                    |
| 01月29日 | 煲劇1台    | 真愛黑白配     | 胡宇威、陳庭妮、陶嫚曼、李運慶                                             | 33   | TVB網頁 （页面存档备份，存于）                    |
| 02月8日  | 煲劇1台    | 流氓蛋糕店     | 藍正龍、長澤雅美、馬如龍                                                   | 15   | TVB網頁 （页面存档备份，存于）                    |
| 03月28日 | 煲劇2台    | 媽，親一下     | 柯有倫、梁正群、蔡旻佑、夏于喬                                             | 24   | [ 7 ]                                             |
| 03月17日 | 煲劇1台    | 就是要你愛上我 | 炎亞綸、郭雪芙、藤岡靛、林珈安、王凱蒂、唐振剛                             | 39   |                                                   |
| 03月22日 | J2         | 終極一班3      | 汪東城、曾沛慈、子閎、明、宏正、偉晉、文雨非、張皓明、那維勳、邵崇柏(小猴) | 30   | TVB網頁 （页面存档备份，存于）                    |
| 04月21日 | J2         | 有愛一家人     | 宥勝、房思瑜、李運慶、周曉涵                                               | 72   | TVB網頁 （页面存档备份，存于）                    |
| 05月9日  | 煲劇1台    | 女王的誕生     | 楊謹華、孫耀威、蔡淑臻、路斯明、雷瑟琳                                     | 33   |                                                   |
| 06月25日 | 煲劇1台    | 愛情急整室     | 陳曉東、簡嫚書、李沛旭、安心亞                                             | 20   | TVB網頁 （页面存档备份，存于）                    |
| 07月21日 | 煲劇2台    | 我的自由年代   | 李國毅、任容萱、是元介、翁滋蔓                                             | 47   | 首播時不設粵語配音 TVB網頁 （页面存档备份，存于） |
| 07月23日 | 煲劇1台    | 回到愛以前     | 姚元浩、魏蔓、王思平、陳乃榮、楊鎮                                         | 35   | TVB網頁 （页面存档备份，存于）                    |
| 07月30日 | J2         | 戀夏38℃        | 胡宇威、吳映潔、苑新雨、是元介、王睿、吳芮甄                               | 30   | TVB網頁 （页面存档备份，存于）                    |
| 08月29日 | J2         | 愛的生存之道   | 隋棠、楊祐寧、莊凱勛、謝沛恩                                               | 20   | TVB網頁 （页面存档备份，存于）                    |
| 09月10日 | 煲劇1台    | 愛上兩個我     | 炎亞綸、李毓芬、李運慶、方志友                                             | 32   | [ 6 ]                                             |
| 09月18日 | 高清翡翠台 | 大紅帽與小野狼 | 姚元浩、楊謹華、黃騰浩、林孟瑾                                             | 30   | TVB網頁 （页面存档备份，存于）                    |
| 09月24日 | 煲劇2台    | 女人30         | 李維維、洪小鈴、黃瀞怡、邱凱偉、唐禹哲、張翰                               | 76   | [ 7 ]                                             |
| 10月24日 | 煲劇1台    | 真愛配方       | 敖犬、林逸欣、周湯豪、魏蔓                                                 | 24   |                                                   |
| 11月27日 | 煲劇1台    | 你照亮我星球   | 鄭元暢、張鈞甯、孟耿如、邱昊奇                                             | 31   | TVB網頁 （页面存档备份，存于）                    |

## 2015年
| 首播日期 | 頻道     | 劇名           | 演員 | 集數                            | 備註                                              |
| 01月8日  | 煲劇2台  | 妹妹           | 藍正龍、安心亞、莫允雯、安哲                                                                                                 | 21                              | [ 7 ]                                             |
| 04月4日  | 華語劇台 | 16個夏天       | 林心如、楊一展、許瑋甯、謝佳見、鄒承恩                                                                                       | 26                              | 首播時不設粵語配音 TVB網頁 （页面存档备份，存于） |
| 04月5日  | 華語劇台 | 22K夢想高飛    | 宥勝、孟耿如、李國毅、郭書瑤、程予希、黃薇渟                                                                                 | 36                              | [ 7 ]                                             |
| 07月4日  | 華語劇台 | 喜歡·一個人    | 郭雪芙、劉以豪、賴琳恩、簡宏霖                                                                                               | 35                              | TVB網頁 （页面存档备份，存于）                    |
| 08月9日  | 華語劇台 | 再說一次我願意 | 魏蔓、林佑威、李維維、張勛傑                                                                                                 | 32                              | [ 7 ]                                             |
| 10月31日 | 華語劇台 | 唯一繼承者     | 張睿家、宋芸樺、楊晴、戴祖雄                                                                                                 | 15（華語劇台） 24（J2、翡翠台） | 首播時不設粵語配音 TVB網頁 （页面存档备份，存于） |
| 12月6日  | 華語劇台 | 終極惡女       | 晨翔、Teddy、文雨非、宇宙、Lucia、雨婷、艾莉兒、Sunnee、宏正、偉晉、陳德修、龔繼安、黃少谷(黃牛)、邵崇柏(小猴)、那維勳、秦楊 | 26                              | [ 7 ]                                             |

## 2016年
| 首播日期 | 頻道         | 劇名             | 演員                                               | 集數                                          | 備註                                              |
| 02月13日 | 華語劇台     | 俏摩女搶頭婚     | 陳庭妮、黃河、謝佳見、雷瑟琳、楊晴、高山峰         | 24                                            | [ 7 ]                                             |
| 03月6日  | 華語劇台     | 聽見幸福         | 王傳一、任容萱、雷瑟琳、邵翔、威廉                 | 33                                            | [ 7 ]                                             |
| 03月27日 | 華語劇台     | 飛越龍門客棧     | 陳怡蓉、柯佳嬿、王陽明、謝佳見                     | 23                                            | [ 7 ]                                             |
| 05月7日  | 華語劇台     | 後菜鳥的燦爛時代 | 炎亞綸、曾之喬、賴琳恩、李運慶                     | 17（華語劇台） 28（J2、精選亞洲劇台、翡翠台） | 首播時不設粵語配音                                |
| 05月8日  | 華語劇台     | 明若曉溪         | 曾沛慈、子閎、Evan、徐開騁、曹曦月、五熊           | 30                                            | 中台合作                                          |
| 06月26日 | 華語劇台     | 他看她的第2眼    | 劉以豪、魏蔓、趙、邵雨薇                           | 32                                            | TVB網頁 （页面存档备份，存于）                    |
| 07月19日 | J2           | 愛上哥們         | 陳楚河、賴雅妍、畢書盡、邵翔、陳語安               | 30                                            | TVB網頁 （页面存档备份，存于）                    |
| 09月3日  | 華語劇台     | 狼王子           | 安心亞、張軒睿、古斌、陳語安、薛仕凌               | 18（華語劇台） 30（J2）                       | 首播時不設粵語配音 TVB網頁 （页面存档备份，存于） |
| 09月23日 | 華語劇台     | 媽咪的男朋友     | 楊謹華、陳乃榮、王傳一、孫其君、陶嫚曼             | 70                                            | [ 7 ]                                             |
| 10月16日 | 華語劇台     | A咖的路          | 吳慷仁、夏于喬、李政穎、雷瑟琳                     | 26                                            | [ 7 ]                                             |
| 12月24日 | 精選亞洲劇台 | 幸福兌換券       | 胡宇威、袁艾菲、謝坤達、是元介、翁滋蔓、趙、張本渝 | 74                                            | [ 7 ]                                             |

## 2017年
| 首播日期 | 頻道     | 劇名            | 演員 | 集數                            | 備註                                              |
| 1月7日   | 華語劇台 | 浮士德的微笑    | 張立昂、劉奕兒、邵翔、洪詩、陽詠存 | 19（華語劇台） 31（J2）         | 首播時不設粵語配音 TVB網頁 （页面存档备份，存于） |
| 2月26日  | 華語劇台 | 台北愛情捷運    | 周幼婷、張翰、陸弈靜、布魯斯、高英軒、楊烈、謝瓊煖、龍劭華、郭侑紀、白歆惠、鍾承翰、嚴藝文、張永智、張少懷、蔡淑臻、馬如龍、史丹利、范時軒、孫國豪、廖慧珍、吳慷仁、侯彥西、曹西平、苗可麗、何以奇 | 21                              | 首播時不設粵語配音 TVB網頁 （页面存档备份，存于） |
| 5月20日  | 華語劇台 | 我的愛情不平凡  | 楊一展、蔡黃汝、周孝安、陳敬宣、阿喜 | 19                              | [ 7 ] [ 8 ]                                       |
| 7月25日  | 翡翠台   | 櫻桃小丸子      | 林芯蕾、汪東城、魏蔓、林佑威、茵芙、顧寶明、譚艾珍 | 30                              | 中台合作 TVB網頁 （页面存档备份，存于）           |
| 8月8日   | J2       | High 5 制霸青春 | 宏正、毛弟、晨翔、Janet、程予希、宇宙、路斯明、高英軒 | 13（myTV SUPER） 20（J2）       | TVB網頁 （页面存档备份，存于）                    |
| 9月30日  | 華語劇台 | 噗通噗通我愛你  | 陳奕、魏蔓、簡宏霖、陶嫚曼、沈建宏、陳乃榮 | 18（華語劇台） 29（J2、翡翠台） | 首播時不設粵語配音 TVB網頁 （页面存档备份，存于） |

## 2018年
| 首播日期 | 頻道     | 劇名             | 演員                                           | 集數 | 備註        |
| 2月3日   | 華語劇台 | 已讀不回的戀人   | 鍾承翰、蔡黃汝、邱昊奇、小 薰                  | 16   | [ 7 ] [ 8 ] |
| 5月26日  | 華語劇台 | 三明治女孩的逆襲 | 張立昂、葉星辰、林子閎、邵 翔、廖奕琁          | 18   | [ 7 ] [ 8 ] |
| 9月29日  | 華語劇台 | 同樂會           | 布魯斯、劉奕兒、黃姵嘉、謝沛恩、利晴天、陳景煬 | 15   | [ 7 ] [ 8 ] |

## 2020年
| 首播日期 | 頻道 | 劇名   | 演員           | 集數                      | 備註  |
| 5月28日  | J2   | 想見你 | 柯佳嬿、許光漢 | 13（myTV SUPER） 21（J2） | [ 8 ] |

## 2021年
| 首播日期 | 頻道 | 劇名           | 演員                                  | 集數                      | 備註  |
| 12月31日 | J2   | 網紅的瘋狂世界 | 吳思賢、項婕如、言明澔、卓毓彤、陳 霓 | 20（myTV SUPER） 32（J2） | [ 8 ] |

## 2022年
| 首播日期 | 頻道 | 劇名 | 演員                   | 集數 | 備註  |
| 2月8日   | J2   | 逆局 | 周渝民、李銘順、朱軒洋 | 24   | [ 9 ] |

## 2023年
| 首播日期 | 頻道       | 劇名                 | 演員                                                 | 集數 | 備註         |
| 5月8日   | 黃金華劇台 | 還珠格格             | 趙 薇、林心如、蘇有朋、周 傑、張鐵林、陳志朋、范冰冰 | 24   | [ 10 ] [ 7 ] |
| 6月9日   | 黃金華劇台 | 還珠格格II           | 趙 薇、林心如、蘇有朋、周 傑、張鐵林、陳志朋、范冰冰 | 48   | [ 10 ] [ 7 ] |
| 6月25日  | 黃金華劇台 | 遊龍戲鳳             |                                                      | 40   | [ 10 ] [ 7 ] |
| 8月16日  | 黃金華劇台 | 《京城大狀師》審死官 | 張國立、宋研、毛樂、馬春蓮、朱媛媛、李嘉存           | 25   | [ 10 ] [ 7 ] |

## 2024年
| 首播日期 | 頻道       | 劇名     | 演員                                                 | 集數 | 備註         |
| 4月15日  | 黃金華劇台 | 蒼天有淚 | 蔣勤勤、庹宗華、朱茵、焦恩俊、陳昭榮、陳明真、岳躍利 | 24   | [ 10 ] [ 7 ] |
| 6月22日  | 黃金華劇台 | 原味夏天 | 邱澤、楊丞琳、楊千霈、張朝閔、午馬、沈建宏           | 20   | [ 10 ] [ 7 ] |
| 12月6日  | 黃金華劇台 | 包公奇案 | 金超群、焦恩俊、范鴻軒                               | 22   | [ 10 ] [ 7 ] |

## 2025年
| 首播日期 | 頻道       | 劇名     | 演員                                         | 集數 | 備註         |
| 2月16日  | 黃金華劇台 | 白袍之戀 | 郭品超、張勛傑、賴雅妍、安以軒、周曉涵、阿龐 | 20   | [ 10 ] [ 7 ] |

## 預定播放劇集
| 首播日期 | 頻道 | 劇名           | 演員           | 集數 | 備註  |
| 未定     | 未定 | 基因決定我愛你 | 林晖闵、黄新皓 | 12   | [ 8 ] |